# Bodovlje
Bodovlje este o localitate din comuna Škofja Loka, Slovenia, cu o populație de 175 de locuitori.